# ناحیه امستردام، شهرستان هانکاک، آیووا
شهرستان امستردام، بخش هانکاک، لوا (به انگلیسی: Amsterdam Township, Hancock County, Iowa) یک منطقهٔ مسکونی در ایالات متحده آمریکا است که در آیووا واقع شده‌است.

## خصوصیات
شهرستان امستردام ۹۲٫۸۳ کیلومترمربع مساحت و ۹۲۷ نفر جمعیت دارد و ۳۵۶ متر بالاتر از سطح دریا واقع شده‌است.